# Diarrheneae
Diarrheneae es una tribu de hierbas de la familia Poaceae. Tiene un solo género.

## Géneros
- Diarrhena[2]